# Ahmed Romel
Ahmed Romel (* 8. Juli 1989 in Jordanien) ist ein DJ und Produzent aus Dubai. Sein Stil lässt sich im Bereich Trance einordnen.

## Karriere
Im Jahre 2009 begann er seine ersten Trance Songs zu produzieren und baute sein eigenes Studio auf. Zu seinen frühen Inspirationen zählen Hans Zimmer, Aly & Fila, John Debny, John Hopkins oder auch Omar Khairat. 2009 erreichte er bei der jährlichen After-Hours-FM-Feier „End Of The Year Countdown“ den 1. Platz.
Es folgten Veröffentlichungen auf den Labels FSOE Recordings, Armada und Blue Soho Recordings.
2016 arbeitete er mit Aly & Fila für Kingdoms zusammen, die Hymne für die FSOE 450. Die Zuhörer der Radiosendung A State of Trance wählten 2016, den Song Kingdoms auf den 5. Platz der jährlich vergebenen Auszeichnung Tune Of The Year Romel spielte neben Aly & Fila auf der FSOE 300 in Amsterdam, FSOE 400 in Melbourne und FSOE 450 Luxor sowie auf der Luminosity in 2015 und 2018 oder auch beim Tomorrowland 2018 in Belgien. Er tritt des Weiteren in diversen Clubs in Deutschland, Jordanien, Ägypten, Dubai oder in den Niederlanden auf.
2019 erschien sein Debüt-Studioalbum RÜYA bei FSOE Recordings. Es umfasst 16 Musikstücke und bewegt sich stilistisch im Bereich House und Trance.

## Produktionen

### Singles (Auswahl)
- 2010: Ahmed Romel – Shuttled
- 2012: Ahmed Romel – City Of Life
- 2013: Philippe El Sisi & Ahmed Romel – Gloria
- 2013: Ahmed Romel – Victory
- 2013: Illitheas & Ahmed Romel – Mavikus
- 2013: Ahmed Romel & Tonny Nesse – Alva
- 2014: Simon O’Shine & Ahmed Romel – L'Absente
- 2014: Ahmed Romel – Mysterious Orient
- 2015: Ahmed Romel – Saudade
- 2015: Ahmed Romel – Paradisum
- 2015: Ahmed Romel & Illitheas – Lands Of Soho
- 2016: Ahmed Romel & Amir Hussain – Serenità
- 2016: Ahmed Romel – Kenopsia
- 2017: Ahmed Romel – Dust & Echoes
- 2017: Ahmed Romel vs A & Z – Revive
- 2017: Simon O’Shine & Ahmed Romel – Erytheia
- 2018: Ahmed Romel & Allen Watts – Typhoon
- 2018: Philippe El Sisi & Ahmed Romel – Till We Meet Again
- 2019: Ahmed Romel – Sea Of Sounds
- 2019: Ahmed Romel & Driftmoon – Ars Vitae
- 2019: Ahmed Romel Feat. Jennifer Rene – Silver Lining
- 2020: Ahmed Romel With Roxanne Emery – Don't Say Goodby
- 2020: Ahmed Romel – Reverie
- 2022: RAM, Ahmed Romel & Julie Thompson  – Live For 2

### Remixes (Auswahl)
- 2012: Sander van Doorn pres. Purple Haze – Bliksem (Ahmed Romel 2012 Rework)
- 2012: Aiera – Dunes (Ahmed Romel 2012 Rework)
- 2012: The Noble Six – Last Departures (Ahmed Romel Remix)
- 2012: Ronny K. Vs Vasaio feat. Jakub Hubner – I'm Missing You (Ahmed Romel Remix)
- 2013: Dennis Sheperd & Cold Blue feat. Ana Criado – Fallen Angel (Ahmed Romel Remix)
- 2013: A & ZA & Z – Gloom (Ahmed Romel Remix)
- 2013: Ruben de Ronde – For Granted (Ahmed Romel Remix)
- 2014: Talla 2XLC & Sarah Russell – Build These Walls (Ahmed Romel Remix)
- 2015: MaRLo feat. Christina Novelli – Hold It Together (Ahmed Romel Remix)
- 2015: Bobina feat. Shahin Badar – Delusional (Ahmed Romel Remix)
- 2016: Arman Bas – Iris (Ahmed Romel Remix)
- 2017: Roman Messer & Mhammed El Alami With Julia – Memories (Ahmed Romel Remix)
- 2018: Aly & Fila – Rebirth (Ahmed Romel Remix)